# 5628 Пройссен
5628 Пройссен (5628 Preussen) — астероїд головного поясу, відкритий 13 вересня 1991 року.
Тіссеранів параметр щодо Юпітера — 3,339.